# 4ª Squadra aerea
Ex 4ª Zona Aerea Territoriale. 
Gestiva l'Italia sud orientale, con quartier generale a Bari.  L'ordine di battaglia al 10 giugno del 1940 agli ordini del Gen. S.A. Eraldo Ilari fino al 25 giugno 1941:
- 2º Gruppo Autonomo Caccia Terrestre del 6º Stormo, Fiat C.R.32 (Aeroporto di Taranto-Grottaglie)
  - 150ª Squadriglia
  - 151ª Squadriglia
  - 152ª Squadriglia
- 116º Gruppo Autonomo Bombardamento Terrestre, Fiat B.R.20 (Grottaglie)
- 35º Stormo Bombardamento Marittimo (Col. Enrico Grande, Idroscalo di Brindisi)
  - 86º Gruppo, CANT Z.506B (Mag. Luigi Marini, Brindisi)
    - 190ª Squadriglia (8 CZ 506)
    - 191ª Squadriglia (8 CZ 506)

  - 95º Gruppo, CANT Z.506B (Mag. Giovanni Morbidelli, Brindisi)
    - 230ª Squadriglia (8 CZ 506)
    - 231ª Squadriglia
- 37º Stormo Bombardamento Terrestre (Lecce)
  - 54º Gruppo, Savoia-Marchetti S.M.81 (Lecce)
    - 218ª Squadriglia
    - 219ª Squadriglia

  - 55º Gruppo, Savoia-Marchetti S.M.81 (Lecce)
    - 220ª Squadriglia
    - 221ª Squadriglia

All'8 settembre 1943 era al comando del Gen. S.A. Ferruccio Ranza con:
- 98º Gruppo/43º Stormo Bombardamento Terrestre (Aeroporto di Gioia del Colle)
  - 240ª Squadriglia (5 S.M.84)
  - 241ª Squadriglia (4 SM 84)
- 5º Stormo Bombardamento a Tuffo (Aeroporto di Manduria)
  - 101º Gruppo (Manduria)
    - 208ª Squadriglia (6 Re.2002)
    - 238ª Squadriglia (6 RE 2002)

  - 102º Gruppo (Manduria)
    - 209ª Squadriglia
    - 239ª Squadriglia
- 4º Stormo Caccia Terrestre (Castrovillari)
  - 10º Gruppo (Castrovillari)
    - 84ª Squadriglia (3 M.C.205)
    - 90ª Squadriglia (3 M.C.205)
    - 91ª Squadriglia (2 M.C.205)

  - 9º Gruppo caccia (Gioia del Colle)
    - 73ª Squadriglia (3 M.C.205)
    - 96ª Squadriglia (3 M.C.205)
    - 97ª Squadriglia (3 M.C.205)
- 20º Gruppo Caccia Terrestre (Gioia del Colle)
  - 356ª Squadriglia (2 M.C,202)
  - 361ª Squadriglia (2 M.C.202)
  - 386ª Squadriglia (2 M.C.202)
- 157º Gruppo Caccia Terrestre (Aeroporto di Taranto-Grottaglie)
  - 357ª Squadriglia (3 M.C.200)
  - 371ª Squadriglia (2 M.C.200)
  - 384ª Squadriglia (2 M.C.200)

Dal 18 giugno 1944 ritorna IV Zona Aerea Territoriale agli ordini del Gen. S.A. Ilari.